# ¿HAPPY ENDING?
 Ikke at forveksle med Happy ending.
¿HAPPY ENDING? er en EP fra den danske sanger Tobias Rahim. EP'en blev udgivet den 6. oktober 2023 af Os der følger floden og Sony.

## Trackliste
| 1.    | "BENZIN ILD 'GLASSKÅR" | Tobias Rahim, Arto Eriksen & Frederik Nordsø      | Arto Eriksen               | 3:02 |
| 2.    | "DØDINDENI"            | Rahim, Eriksen, Frederik Nordsø & Fridolin Nordsø | Eriksen                    | 3:53 |
| 3.    | "F’social angst"       | Rahim, Eriksen & Frederik Nordsø                  | Eriksen og Frederik Nordsø | 4:04 |
| 4.    | "$$$ lykke"            | Rahim & Fridolin Nordsø                           | Fridolin Nordsø            | 1:53 |
| 5.    | "¿HAPPY ENDING?"       | Rahim, Eriksen & Frederik Nordsø                  | Eriksen & Frederik Nordsø  | 3:57 |
| 6.    | "UNDER IS"             | Rahim, Eriksen & Frederik Nordsø                  | Eriksen & Frederik Nordsø  | 3:34 |
| 20:25 |                        |                                                   |                            |      |